# Joseph O’Dwyer

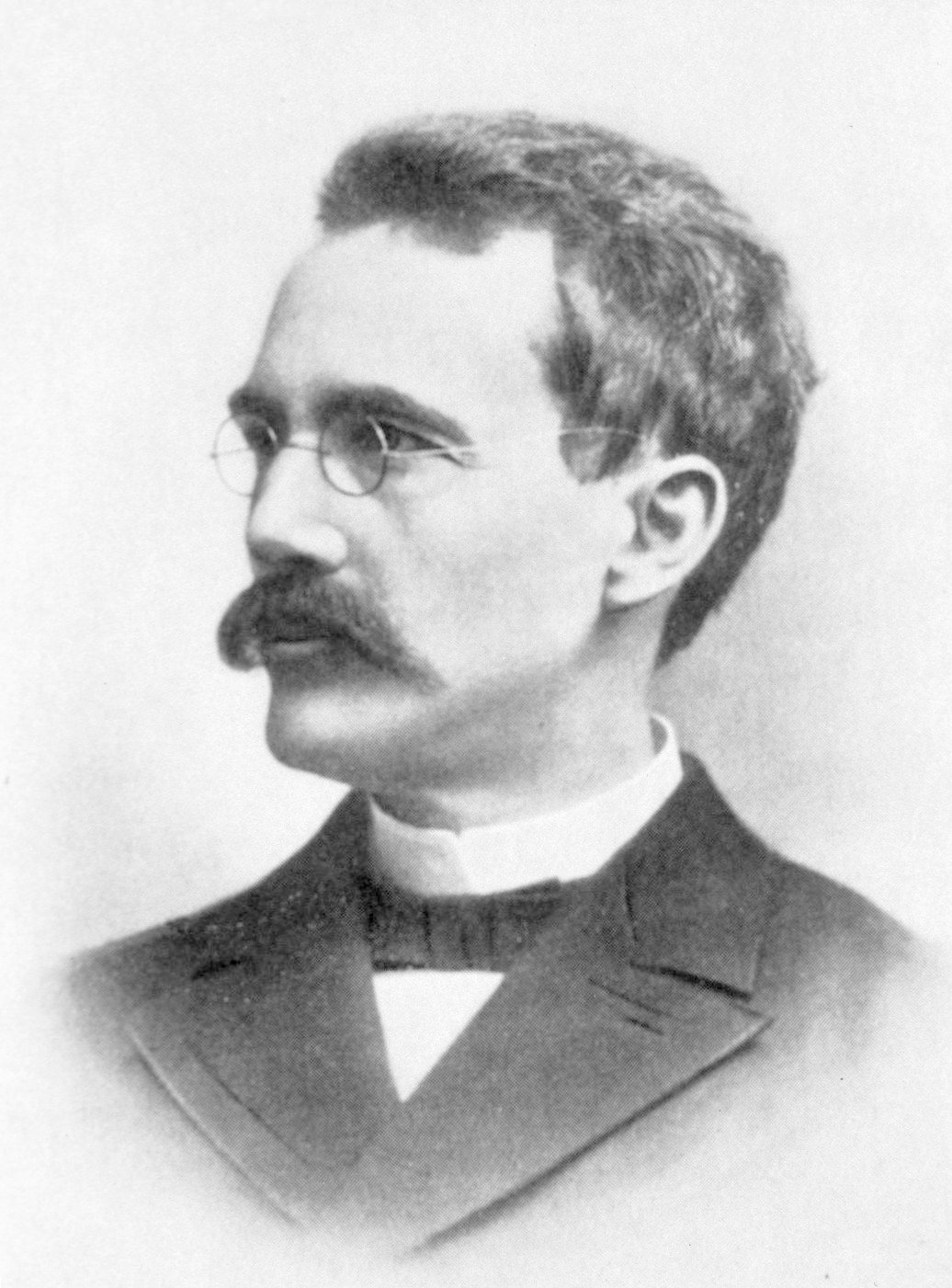

Joseph O’Dwyer (ur. 12 października 1841 w Cleveland, zm. 7 stycznia 1898 w Nowym Jorku) – amerykański lekarz.
Uczył się w szkołach w London w Ontario. W 1865 ukończył studia w Nowym Jorku. W 1872 objął stanowisko dyrektora Nowojorskiego Szpitala Dla Podrzutków. W 1884 udoskonalił zabieg intubacji dotchawiczej dzięki zastosowaniu  metalowej rurki, którą sam skonstruował. Stosował takowe w uniemożliwiających oddychanie przypadkach błonicy u dzieci. Z końcem grudnia 1897 zaczął wykazywać objawy uszkodzenia mózgu. Prywatnie był gorliwym katolikiem.